# Youth of the Nation
Youth of the Nation è una canzone dei P.O.D., dal loro album Satellite (2001). Pubblicata come singolo il 14 gennaio 2002, trae parziale ispirazione dalle sparatorie avvenute qualche anno prima alla Santana High School e alla Columbine High School.

## Tracce
1. Youth of the Nation (Album version) - 4:18
2. Alive (Semi-acoustic version) - 3:27
3. Sabbath - 4:33

## Formazione
Gruppo
- Paul "Sonny" Sandoval - voce
- Marcos Curiel - chitarra, cori
- Mark "Traa" Daniels - basso, cori
- Noah "Wuv" Bernardo - batteria, cori

Altri musicisti
- D.J. Harper, Jonnie Hall, Colin Sasaki, Nils Montan, Laurie Schillinger, Meagan Moore, Ayana Williams, Healey Moore (Bobbi Page, maestra) - coro dei bambini
- Howard Benson - tastiere, loops

## Premi e riconoscimenti

### Grammy Awards
- 2003 - Best Hard Rock Performance (nomina)

### MTV Video Music Awards
- 2002 - Miglior video rock (nomina)